# Atrapat (pel·lícula de 1995)
Atrapat (títol original: White Man's Burden) és una pel·lícula estatunidenca dirigida per Desmond Nakano i estrenada l'any 1995. Ha estat doblada al català.

## Argument
La intriga del film se situa en una realitat alternativa, on les persones blanques són per la majoria al més baix de l'escala social. Louis Pinnock (John Travolta) és un empleat model en una fàbrica dirigida per Thaddeus Thomas (Harry Belafonte). Mentre que Pinnock lliurava un paquet en Thomas, aquest últim el pren per un voyeur, cosa que porta a l'acomiadament de Pinnock. Desesperat i expulsat de casa seva, Pinnock decideix de segrestar l'home de negocis i d'exigir un rescat.

## Repartiment
- John Travolta: Louis Pinnock
- Harry Belafonte: Thaddeus Thomas
- Kelly Lynch: Marsha Pinnock
- Margaret Avery: Megan Thomas
- Tom Bower: Stanley
- Andrew Lawrence: Donnie Pinnock
- Bumper Robinson: Martin
- Tom Wright: Lionel
- Sheryl Lee Ralph: Roberta
- Judith Drake: Dorothy
- Robert Gossett: John
- Wesley Thompson: Williams
- Tom Nolan: Johansson
- Willie C. Carpenter: Marcus
- Michael Beach: Policia

## Crítica
- "En el film es veuen centelleigs de qualitat, però el conjunt no funciona tan bé com calia esperar. (...) Correcte drama que entreté en tot el seu metratge"[3]